# Natalia Vodiánova
Natalia Mijáilovna Vodiánova (en ruso: Наталья Михайловна Водянова; Nizhni Nóvgorod, 28 de febrero de 1982) es una supermodelo y actriz ocasional rusa. También conocida como Supernova, pues pasó de una infancia sumida en la pobreza a una vida de riqueza y lujo en las pasarelas tras firmar por ocho temporadas y un contrato de siete cifras con Calvin Klein. En 2012, Vodiánova quedó en tercer lugar en la lista de modelos por ingresos elaborada por Forbes, que estimó que había ganado 8,6 millones de $ en un año.

## Biografía

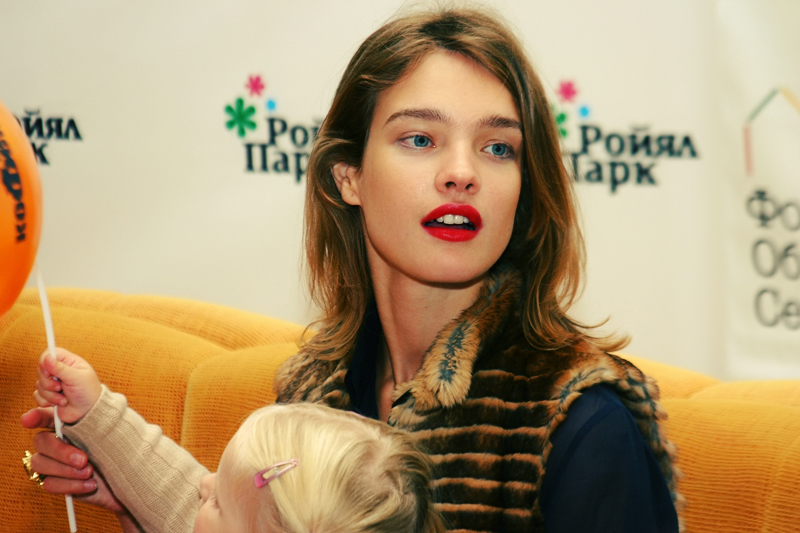
Natalia Vodiánova en 2008.

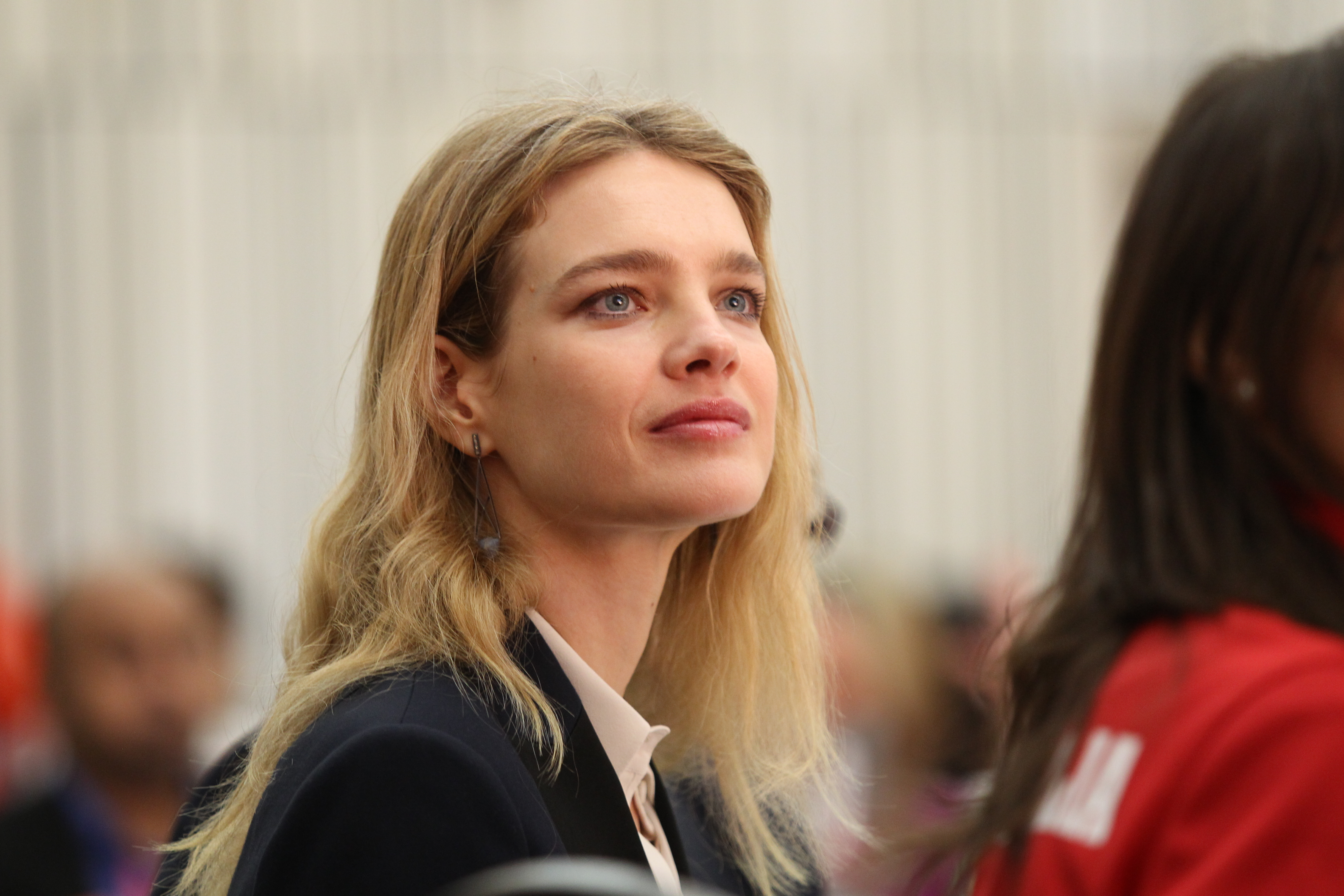
Natalia Vodiánova en 2017.

Creció en una familia con escasos recursos. Vivía con su madre y dos hermanas menores que ella, todas de padres distintos, una de las cuales padece parálisis cerebral. Desde los 11 años ayudaba a su madre, que vendía fruta en un puesto ambulante. Después instaló con una amiga su propio puesto de fruta para ayudar a sus familias.
Con 15 años se inscribió en una academia de modelos con la intención de obtener ingresos extras. Allí le dijeron que, para triunfar en ese mundo, debía aprender inglés, cosa que hizo en tres meses. Con 17 años se trasladó a París, donde comenzó a trabajar para la agencia Viva Model Management Paris. Forbes estimó sus ingresos anuales en 4,8 millones de dólares (entre mayo de 2007 y abril de 2008).
Como imagen de marca ha trabajado para firmas como Calvin Klein, L'Oréal, Etam, Yves Saint Laurent, Givenchy y Guerlain, entre otras, y ha desfilado para firmas como Sonia Rykiel, Vivienne Westwood, Donna Karan y Christian Dior.
En 2009, presentó las dos semifinales del Festival de la Canción de Eurovisión 2009 junto a Andréi Malájov.
Ha tomado parte en varias películas y series, destacando su papel de Medusa en Furia de titanes.
Vodiánova, se convierte en imagen de la compañía de lencería 'ETAM' para la Navidad 2010.

## Vida privada

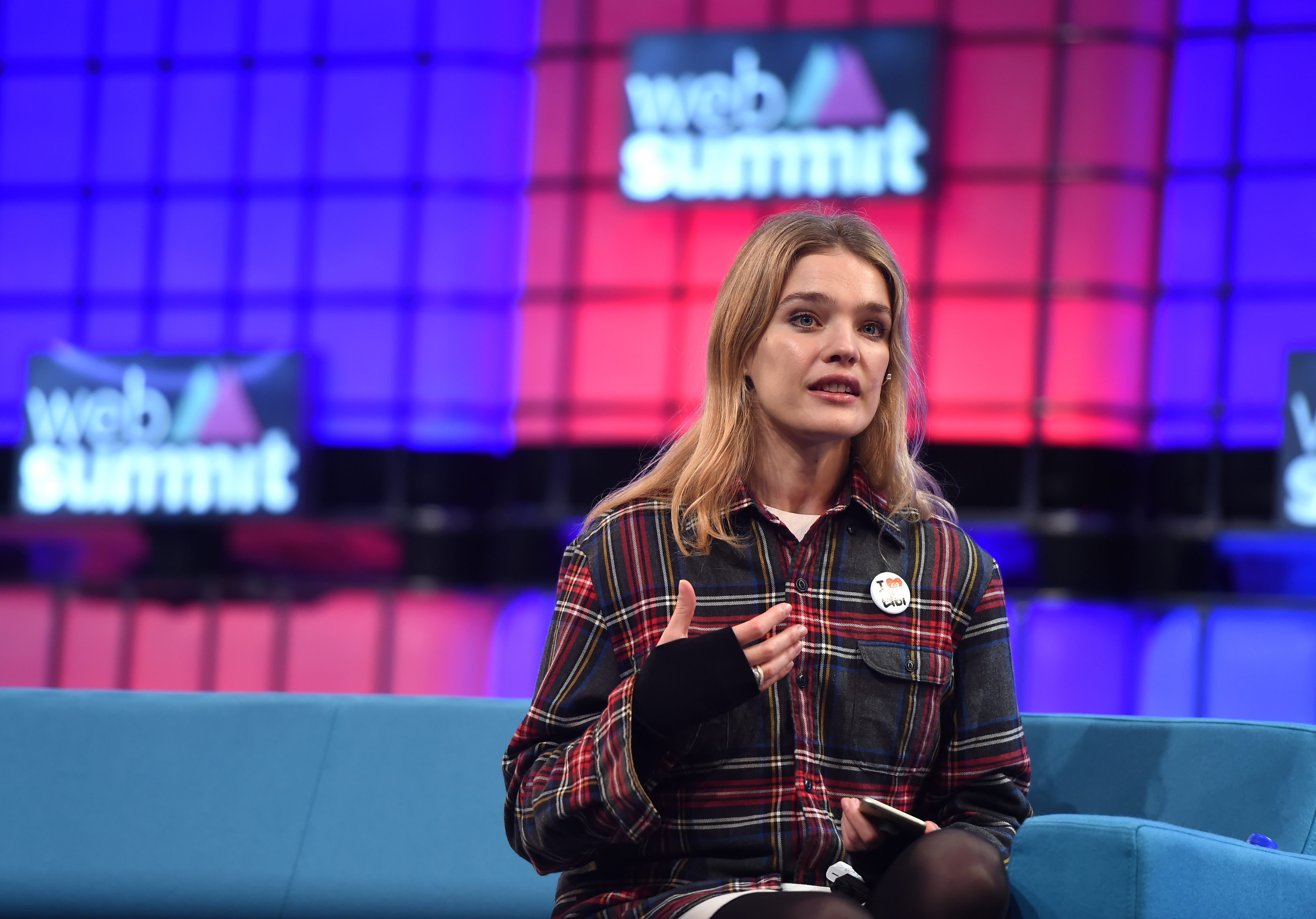
Natalia Vodiánova en 2015.

El 22 de diciembre de 2001, a los 19 años de edad, tuvo su primer hijo, Lucas Alexander, fruto de su relación con el aristócrata británico, Justin Portman, con quien contrajo matrimonio en una ceremonia ortodoxa celebrada el 1 de septiembre de 2002 en la catedral de San Vladímir de San Petersburgo. Posteriormente tuvieron otros dos hijos: Neva, nacida el 24 de marzo de 2006, y Víktor, nacido el 13 de septiembre de 2007. En el año 2011, Natalia confirmó su separación del británico.
En el año 2011, Natalia comenzó a salir con el empresario Antoine Arnault, hijo de Bernard Arnault. El 2 de mayo de 2014, Vodiánova da a luz a su cuarto hijo, y el primero de su relación con Arnault, Maxim. El 4 de junio de 2016, dio a luz a su quinto hijo, Roman, el segundo de su relación con Arnault.
En 2005, fundó Naked Heart Foundation, organización que construye parques infantiles urbanos en Rusia y que ella preside. Su decisión de fundarla la tomó tras la Masacre de la escuela de Beslán.